# اسفناج چهاردانه‌ای
اسفناج چهاردانه‌ای (نام علمی: lavandula tetrandra) نام یک گونه از سرده اسفناج (سرده) است. سرده اسفناج در ایران در حدود ۲ گونه گیاه علفی خودرو به نام‌های اسفناج ترکستانی و چهاردانه‌ای دارد. در ضمن گونه دیگری به نام اسفناج (Spinacia oleracea) در بیشتر نواحی ایران به صورت سبزی کاشته می‌شود.